# Нова Вес на Ваху
Нова Вес на Ваху (слч. Nová Ves nad Váhom) насељено је мјесто са административним статусом сеоске општине (слч. obec) у округу Ново Место на Ваху, у Тренчинском крају, Словачка Република.

## Становништво
| Година:    | 1994. | 2004.   | 2014.   | 2024.   |
| ---------- | ----- | ------- | ------- | ------- |
| Број људи: | 534   | 517     | 542     | 564     |
| Разлика:   |       | -3,18 % | +4,83 % | +4,05 % |

| Година:    | 2023. | 2024.   |
| ---------- | ----- | ------- |
| Број људи: | 560   | 564     |
| Разлика:   |       | +0,71 % |

Према подацима о броју становника из 2024. године насеље је имало 564 становника.